# Andrij Hawaszi
Andrij Andrijowycz Hawaszi, ukr. Андрій Андрійович Гаваші, ros. Андрей Андреевич Гаваши, Andriej Andriejewicz Gawaszy, węg. András Havasi (ur. 24 lutego 1939 w Użhorodzie, Węgry) – ukraiński piłkarz pochodzenia węgierskiego, grający na pozycji bramkarza lub napastnika, działacz sportowy.

## Kariera piłkarska

### Kariera klubowa
Wychowanek klubu Spartak Użhorod, w barwach którego w 1957 rozpoczął karierę piłkarską. Występował jak na pozycji bramkarza tak i napastnika. W 1955 w finale juniorskiego turnieju Ukrainy jego drużyna przegrała Dynamie Kijów, a na utalentowanego bramkarza zwróciły uwagę skauci Dynama. A w 1959 razem ze swoimi klubowymi kolegami Jożefem Sabo i Wasylem Turianczykiem trafił do Dynama. Był podstawowym bramkarzem kijowskiego klubu, ale rodzice przekonali go zająć się przede wszystkim nauką. Dlatego jesienią 1960 powrócił do Użhorodu, gdzie kontynuował studia na Uniwersytecie Użhorodskim, na wydziale fizyko-matematycznym. Jednocześnie grał w miejscowej Werchowynie Użhorod. Na boisku grał nie tylko na pozycji bramkarza, ale i w większości meczów jako napastnik, stając się najlepszym strzelcem klubu w jednym z sezonów. Od 1967 występował w amatorskim zespole Chimik Pereczyn. W 1970 zakończył karierę piłkarską.

## Kariera służbowa
Po zakończeniu kariery piłkarskiej pracował na różnych stanowiskach w zakładach miasta Pereczyn. Był obrany na szefa departamentu młodzieży i sportu Rady Rejonowej w Pereczyniu. 12 lat na stanowisku przewodniczącego kierował Federacją Futbolu Zakarpacia, 10 lat wykonywał funkcje delegata Federacji Futbolu Ukrainy na meczach wyższej i pierwszej ligi, a także działał jako członek komitetu wykonawczego Federacji Futbolu Ukrainy.